# 比诺博讷沃
比诺博讷沃（法語：Buno-Bonnevaux，法語發音：[byno bɔnvo] ⓘ）是法国法蘭西島大區埃松省的一个市镇，属于埃夫里区。

## 地理
比诺博讷沃（48°21'40"N, 2°23'18"E）面积15.99 平方千米，位于法国法蘭西島大區埃松省，该省份为法国北部内陆省份，北起上塞纳省和马恩河谷省，西接厄尔-卢瓦省和伊夫林省，南至卢瓦雷省，东临塞纳-马恩省。
与比诺博讷沃接壤的市镇（或旧市镇、城区）包括：迈斯、埃松河畔楠托、图松、布瓦涅维尔、埃松河畔日龙维尔、米伊拉福雷、埃科勒河畔翁西、埃松河畔普吕奈。

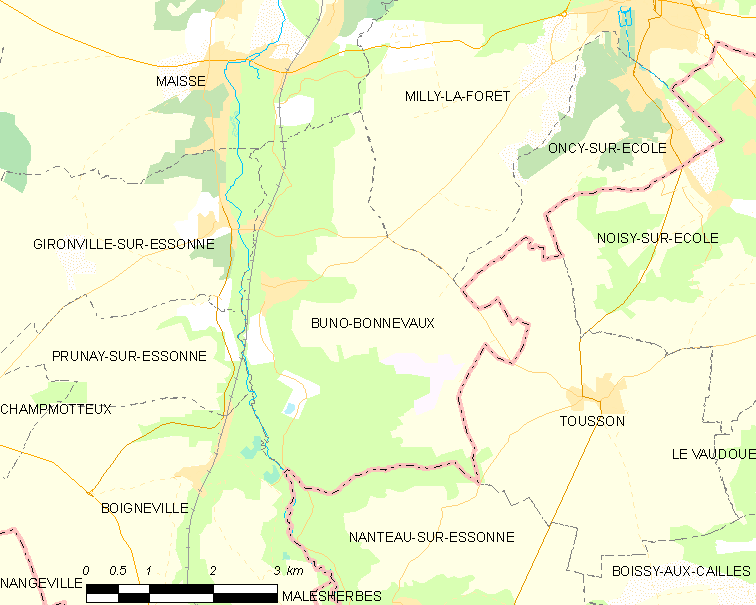
比诺博讷沃的OSM定位图

比诺博讷沃的时区为UTC+01:00、UTC+02:00（夏令时）。

## 行政
比诺博讷沃的邮政编码为91720，INSEE市镇编码为91121。

## 政治
比诺博讷沃所属的省级选区为梅讷西县。

## 人口

1962-2008年间比诺博讷沃人口变化图示

比诺博讷沃于2022年1月1日时的人口数量为523人。